# Sigis de Mélinde

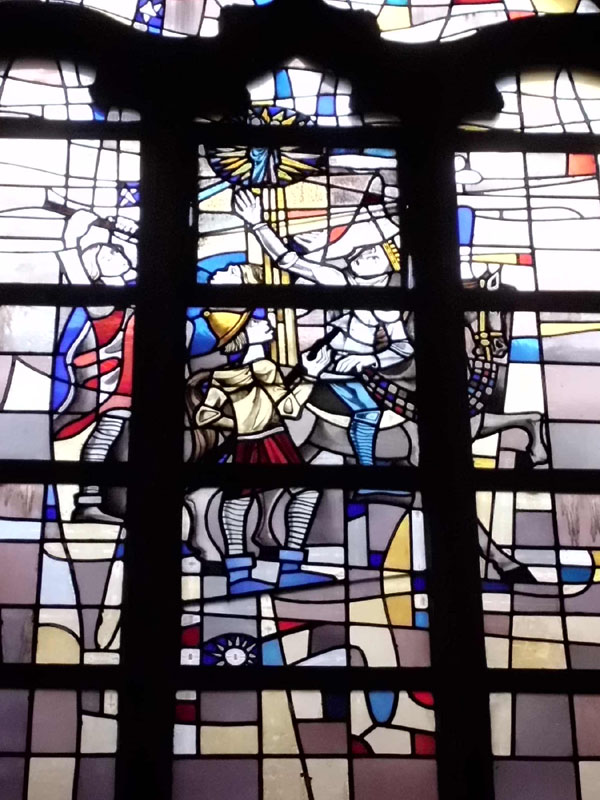
L'apparition de Notre Dame de Groeninghe au roi Sigis. Vitrail de l'église Saint-Michel à Courtrai.

Le roi Sigis est un personnage historique qui, en 1302,  aurait pris part à la bataille des éperons d'or dans le camp français et y serait mort. Il est parfois décrit comme « roi de Majorque » ou « roi de Mélinde ». La seule preuve tangible de son existence est sa pierre tombale.

## Apparition de Notre Dame de Groeninghe
La seule anecdote connue sur le roi Sigis est consignée lors d'une enquête sur les miracles opérés par Notre-Dame de Groeninghe ordonnée en 1646 par un évêque de Tournai. Au cours de la bataille des éperons d'or, le comte Gui de Namur, voyant les Flamands proches de la défaite, aurait imploré le secours de la Vierge, ravivant ainsi ses troupes et faisant tourner la bataille en sa faveur.
Dans le camp français, le roi Sigis aurait vu apparaitre une forte lumière au dessus de l'abbaye de Groeninghe. Dans cette lumière se trouvait l'image de Notre-Dame de Groeninghe. Lorsqu'il demanda autour de lui quel était le bâtiment au dessus duquel apparaissait cette lumière, il lui fut répondu que c'était l'église de monastère de Groeninghe, où les moniales devaient être en prière.
L'ouvrage Gallia Christiana mentionne que l'abbesse Isabelle de Houplines aurait fait enterrer le roi Sigis dans la salle du chapitre de Groeninghe et le présente à cette occasion comme le roi de Majorque (Sygium, Regium Majoricae).

## Pierre tombale
La pierre tombale du roi Sigis porte, en flamand, l'inscription suivante :

« Dans l'année de notre seigneur 1302 Le jour de St-Benoit en juillet eut lieu la bataille de Courtrai. Sous cette pierre est enterré le roi Sigis. Priez Dieu pour toutes les âmes. Amen. MCCCII »

La pierre tombale du roi Sigis demeure dans l'abbaye de Groeninge jusqu'au milieu du XVIe siècle, à la destruction du monastère au cours des guerres de Religion. Les religieuses qui s'installent ensuite dans les murs de Courtrai, emportent la pierre tombale avec elles. Elles l'installent dans l'église de l'abbaye, près du bénitier, et font graver autour d'elle, en flamand, l'inscription suivante 

« Louange soit à la Ste mère Marie de Groeninghe et gloire, qui par son image miraculeuse dans l'année 1302, a donné victoire et environ 40.000 Français de noble origine ont péri.  En mémoire, la pierre sépulcrale du roi Sigis se trouve ici au milieu de nous. »

Vers 1774 ou 1775, lors de travaux effectués dans l'église à la demande de l'abbesse Constance Dutoict, la pierre tombale est jetée sur un tas de gravas et récupérée par l’historien Jacques Goethals-Vercruysse,. Elle se trouve aujourd'hui au Musée Kortrijk.

## Art & Littérature
Le roi Sigis est évoqué par l'écrivain Hendrik Conscience dans son roman Le lion des Flandres. Il lui attribue le titre de roi de Mélinde et évoque sa pierre tombale dans la postface du livre.
L'apparition au Roi Sigis est représentée dans un vitrail se trouvant dans l'église Saint-Michel de Courtrai.